# NetCall
NetCall — додаток мережі SIPNET для дзвінків в інші регіони і країни, реалізований за технологією замовлення дзвінка (callback) . За допомогою NetCall ви здійснюєте не прямий дзвінок абоненту, а замовляєте вхідний дзвінок на свій телефон. Тарифи NetCall деяким вище тарифів SIPNET з причини необхідності здійснювати 2 дзвінка — Вам на стільниковий або міський телефон і Вашому абоненту . З тарифами NetCall Ви можете ознайомитися на даній сторінці.
За допомогою NetCall можна дзвонити на будь-які телефони, але при дзвінках усередині свого регіону ви не отримаєте виграшу в ціні в порівнянні з вартістю послуг оператора стільникового зв'язку.
Додаток NetCall дозволяє дзвонити з мобільного телефону за низькими тарифами SIPNET навіть за відсутності доступу в Інтернет.
Щоб зателефонувати в будь-яке місто світу (або з будь-якого міста додому) Ви відправляєте через додаток NetCall одноразовий запит на з'єднання з потрібним абонентом. Запит надсилається через Інтернет (Wi-Fi/GPRS) або SMS-повідомлення. Телефонний сервер SIPNET з'єднує Ваш мобільний телефон і телефон Вашого абонента — на Ваш телефон і телефон Вашого абонента одночасно приходять входять місцеві виклики. Ви піднімаєте трубку і з'єднується з абонентом.
Економію забезпечує те, що для ініціатора дзвінка з'єднання відбувається як місцевий вхідний дзвінок, а міжнародна або міжміська складова вартості з'єднання розраховується за низькими тарифами інтернет-телефонії SIPNET. Вхідні дзвінки є безкоштовними і ви не оплачуєте послуги операторів стільникового зв'язку.
Додаткова економія полягає в тому, що на відміну від інших мобільних VoIP додатків, доступ до інтернету необхідний не на весь час розмови, а лише на час посилки через NetCall запиту на з'єднання. А якщо для ініціації дзвінка використовується SMS-повідомлення, то доступ в Інтернет не потрібен зовсім.
Чому NetCall ?
Дзвінки на будь міські і мобільні телефони за низькими тарифами SIPNET.
Відсутність плати за з'єднання
Легкість установки і використання
Незамінне для туристів: дозволяє уникнути високих витрат на роумінг. Все що вам потрібно — « місцева» SIM-карта.
Для дзвінків не потрібно з'єднання з Інтернет: ви можете використовувати SMS- повідомлення . Це зручно за кордоном, а також у місцях невпевненого прийому GPRS/3G .
Вбудована бонусна система — ви можете запросити одного. Якщо ваш друг або клієнт не є користувачем SIPNET, то ви отримаєте бонус у розмірі 5% від його першого платежу, а надалі будете отримувати бонуси розміром в 10% від вартості всіх дзвінків вашого друга.
NetCall дозволяє швидко і зручно перенести всі контакти з вашого мобільного телефону в програму Sippoint і Особистий Кабінет SIPNET. Ви зможете телефонувати ще дешевше!
Оплата послуг будь-яким зручним способом: готівкою в салонах зв'язку і платіжних терміналах, через Інтернет, а також за допомогою банківських карток та електронної валюти.